# Guy Lafarge
Pour les articles homonymes, voir Lafarge.
 (août 2022).
Si vous disposez d'ouvrages ou d'articles de référence ou si vous connaissez des sites web de qualité traitant du thème abordé ici, merci de compléter l'article en donnant les références utiles à sa vérifiabilité et en les liant à la section « Notes et références ».
Œuvres principales
La Seine (1948)
Il faut marier maman (1950)
La Belle Arabelle (1956)
Guy Lafarge est un compositeur et parolier français né le 5 mai 1904 à Périgueux (Dordogne) et mort le 17 décembre 1990 à Paris 17e.

## Biographie

### Études et premiers succès
Élève du conservatoire de Bordeaux et de l'École des travaux publics[Laquelle ?], Guy Lafarge s'intéresse très tôt à l'opérette. Après une première œuvre écrite en 1929, au régiment (Le Capitaine Tic), il fait représenter Niquette à Paris, au Trianon-Lyrique, en 1930. Suivent Carabas et Cie en 1932 (Trianon-Lyrique), Monsieur Papillon en 1934 (Trianon-Lyrique) et Camille ou Tu seras gendarme en 1937 (théâtre de la Madeleine). En 1938, il aborde le domaine de la chanson en écrivant pour Marie Dubas, Jean Lumière et l'orchestre de Jo Bouillon.
Mobilisé au début de la Seconde Guerre mondiale et fait prisonnier, il revient de captivité en 1942. Il écrit La Course à l'amour, première création de Georges Guétary au théâtre des Nouveautés et Bel Amour, également créé aux Nouveautés l'année suivante, dont les couplets sont chantés par Lucien Poret.

### L'après-guerre
Au lendemain de celle-ci, Guy Lafarge se consacre à la chanson, et remporte dans ce domaine ses plus grands succès : Le P'tit Cousin, interprétée par Jacqueline Ricard en 1946, Les Jeunes Filles de bonne famille pour Jacques Hélian en 1947 et Le Petit Rat pour Suzy Solidor en 1948. Il remporte la même année le Grand prix de la chanson française de Deauville avec La Seine, chantée par Renée Lamy et Jacqueline François, sur des paroles de Flavien Monod.
En 1950, Guy Lafarge revient vers l'opérette, délaissée depuis 1943, avec Il faut marier maman au théâtre de Paris qui est un succès. Il enchaîne avec La Leçon d'amour dans un parc (1951), Schnock ou l'École du bonheur (1952) et La Belle Arabelle (1956), sur un livret de Marc-Cab et Francis Blanche, au théâtre de la Porte-Saint-Martin, autre grand succès.
À partir des années 1960, l'opérette étant passée de mode dans la capitale , il adapte plusieurs comédies d'Eugène Labiche toutes créées en province(Le Chapeau de paille d'Italie à Strasbourg et Les Noces de Bouchencœur à Besançon en 1966, La Cagnotte à Lille en 1983), tout comme ses propres productions : Entrez dans la danse ou la Naissance du French-Cancan (1964) au théâtre Sébastopol de Lille, L’Œuf à voiles (1977) au  théâtre Graslin de Nantes et Le Petit Café (1980) d'après Tristan Bernard, à Mulhouse.
Directeur artistique de la firme de disques Decca, il a produit des émissions pour la radio.
Il meurt à Paris le 17 décembre 1990 à l'âge de 86 ans.

### Vie privée
Guy Lafarge a été durant 38 ans le compagnon de la chanteuse Éliane Thibault[réf. nécessaire].

## Œuvres

### Opérettes
- 1929 : Le Capitaine Tic
- 1930 : Niquette, Trianon-Lyrique
- 1932 : Carabas et Cie, Trianon-Lyrique
- 1934 : Monsieur Papillon, Trianon-Lyrique
- 1937 : Camille ou Tu seras gendarme, théâtre de la Madeleine
- 1942 : La Course à l'amour, théâtre des Nouveautés
- 1943 : Bel Amour, théâtre des Nouveautés
- 1950 : Il faut marier maman, comédie musicale en 3 actes et 4 tableaux, livret de Serge Veber et Marc-Cab, lyrics de Guy Lafarge et Marc-Cab, théâtre de Paris
- 1951 : La Leçon d'amour dans un parc
- 1952 : Schnock ou l'École du bonheur, folie musicale de 2 actes et 8 tableaux, livret de Marc-Cab et Jean Rigaux, théâtre des Célestins (Lyon)
- 1952 : Drôle de monde, revue en 2 actes et 22 tableaux, livret de Max Régnier, théâtre des Célestins (Lyon)
- 1956 : La Belle Arabelle, opérette en 2 actes et 18 tableaux, musique de Guy Lafarge et Pierre Philippe, livret de Marc-Cab et Francis Blanche, théâtre de la Porte-Saint-Martin
- 1964 : Entrez dans la danse ou la Naissance du French-Cancan, théâtre Sébastopol (Lille)
- 1966 : Un chapeau de paille d'Italie, d'après Eugène Labiche, Comédie de l'Est (Strasbourg)
- 1966 : Les Noces de Bouchencœur, d'après Eugène Labiche, Besançon
- 1977 : L’Œuf à voiles ou la Véritable Découverte de l'Amérique par Christophe Colomb, livret de Marc-Cab, théâtre Graslin (Nantes)
- 1980 : Le Petit Café d'après Tristan Bernard, Mulhouse
- 1983 : La Cagnotte, d'après Eugène Labiche, Lille

### Chansons
- 1946 : Le P'tit Cousin
- 1947 : Les Jeunes Filles de bonne famille
- 1947 : Amours banales
- 1948 : Le Petit Rat
- 1948 : La Seine
- 1949 : La Strasbourgeoise
- 1949 : C'est ma chansonnette
- 1949 : Pour moi toute seule
- 1950 : La Chanson du Nil
- 1951 : Trop tard
- 1953 : Le Bateau-Lavoir (paroles de Cami)
- 1954 : Comme on danse à Paris
- 1955 : La Chocola (paroles de Jean Valmy)
- 1958 : La Valse d'amour
- 1958 : Pauvre Papa

### Mélodies
8 mélodies, publiées par l'auteur (paroles de Mlle Mallet des Sablères, & Sébastien-Charles Leconte, sans date.